# La Vierge et l'Enfant (Ghirlandaio)
La Vierge et l'Enfant est un tableau réalisé vers 1476-1477 par le peintre italien Domenico Ghirlandaio. 
De format vertical, cette huile sur bois est une Madone qui figure Marie coiffée d'un voile bleu que l'Enfant Jésus agrippe de sa main droite, la gauche tenant celui qu'il porte lui-même, et qui est transparent. Ils portent chacun une auréole dorée pleine et  perspective. 
Le fond fait apparaître à gauche un paysage au-delà d'une colonnade, 
à chapiteaux corinthiens et à droite, un mur comprenant, dans un renfoncement mobilier, des livres avec un cartellino sur une étagère et dessous, différents objets en nature morte.

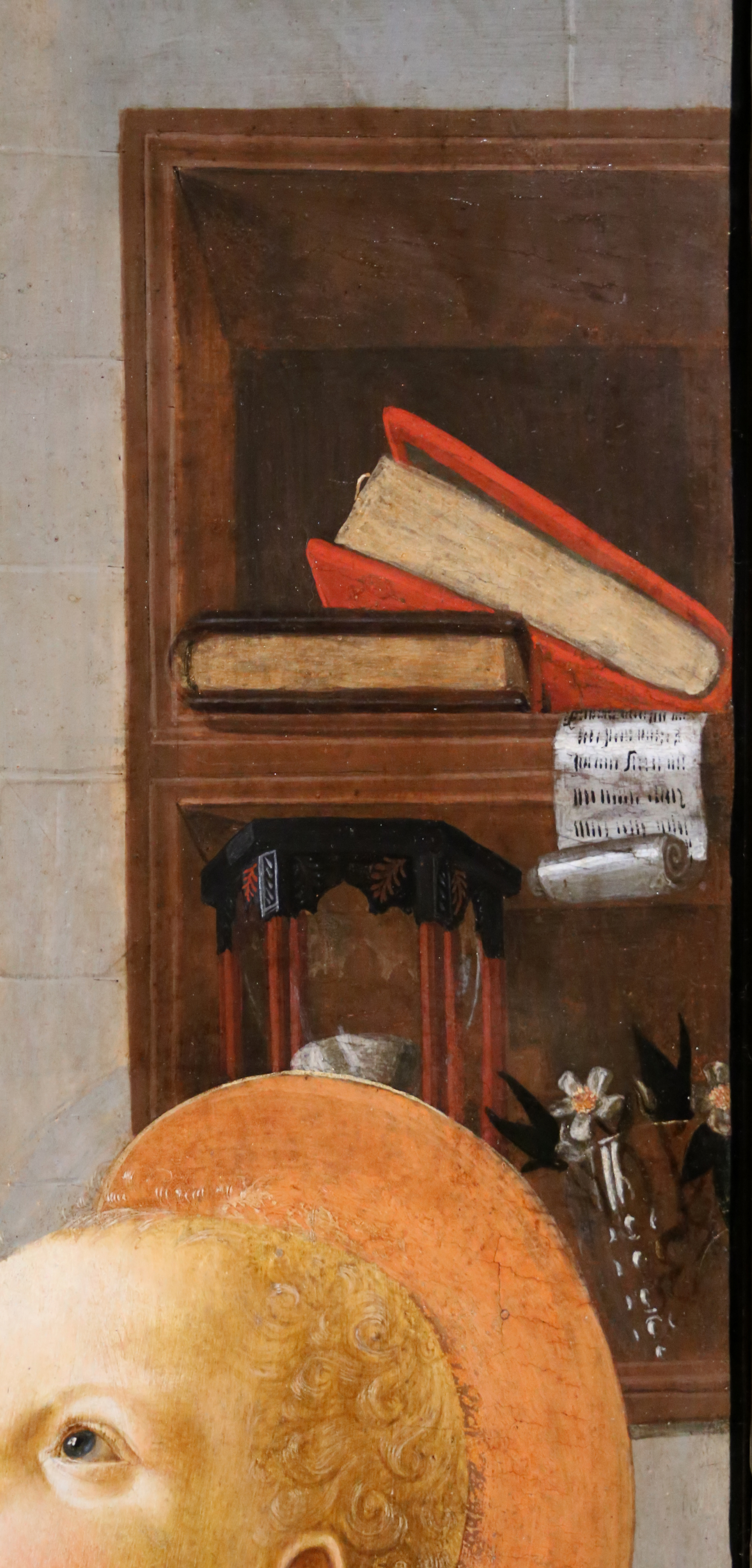

Legs de Charlotte de Rothschild en 1899, l'œuvre est conservée au musée du Louvre, à Paris, en France.